# Passage (álbum de Xytras)
Passage es un álbum de Xytras (Alexandre Locher), uno de los integrantes de la banda suiza Samael. Consiste en diez temas, ocho del disco Passage y dos del disco Exodus, en versión instrumental, orquestado para cuerdas y teclado.

## Lista de canciones
1. Regen (Rain, del disco Passage, instrumentalizado).
2. Glänzendes Königreich (Shining Kingdom, del disco Passage, instrumentalizado).
3. Des Engels Untergang (Angel's Decay, del disco Passage, instrumentalizado).
4. Jupiterianische Schwingungen (Jupiterian Vibe, del disco Passage, instrumentalizado).
5. Die Vorher Kamen (The Ones Who Came Before, del disco Passage, instrumentalizado).
6. Der Stamm Kains (Tribes Of Cain, del disco Exodus, instrumentalizado).
7. Mondhaut (Moonskin, del disco Passage, instrumentalizado).
8. Mein Retter (My Saviour, del disco Passage, instrumentalizado).
9. Wintersonnenwende (Winter Solstice, del disco Exodus, instrumentalizado).
10. Ein Mensch Im Kopf (A Man In Your Head, del disco Passage, instrumentalizado).